# Département de Rosario de la Frontera
Le département de Rosario de la Frontera est une des 23 subdivisions de la province de Salta, dans le nord-ouest de l'Argentine. Son chef-lieu est la ville de Rosario de la Frontera.
Le département a une superficie de 5 402 km2. Sa population s'élevait à 28 013 habitants en 2001.

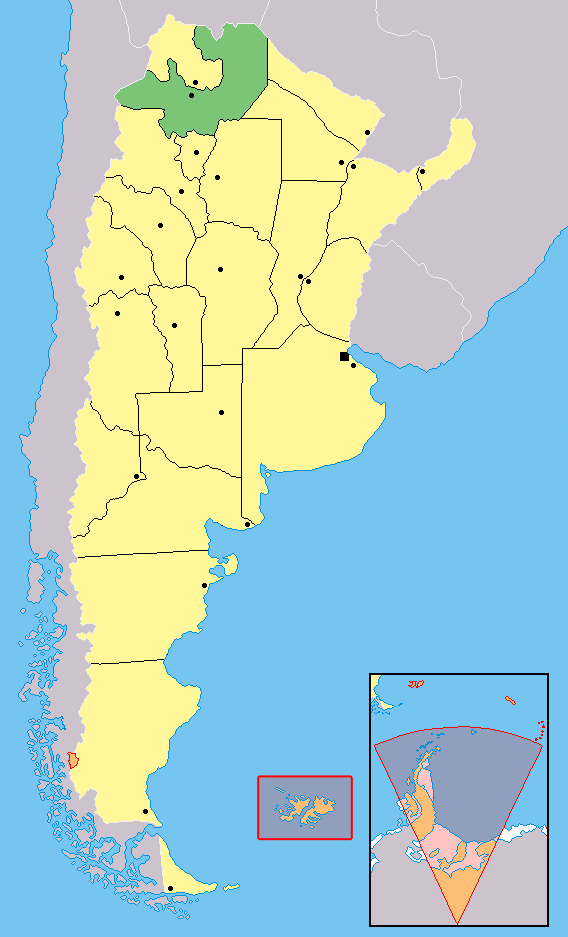
Localisation de la province de Salta en Argentine